# Mirage (série télévisée)
Pour les articles homonymes, voir Mirage (homonymie).
Mirage est une série télévisée franco-germano-canadienne en six épisodes de 52 minutes, créée et écrite par Bénédicte Charles, Franck Philippon et Olivier Pouponneau, et réalisée par Louis Choquette. Elle mêle espionnage et intrigue familiale.
Elle a été diffusée en France du 17 février au 2 mars 2020 sur France 2, au Canada à partir du 8 mars 2020 sur Super Channel, CraveTV et Super Écran, et en Allemagne à partir du 22 mars 2020 sur ZDF. C'est la première coproduction internationale réalisée dans le cadre de l'Alliance des chaînes de télévision publiques européennes.

## Synopsis
Claire et Gabriel sont en lune de miel en Thaïlande lorsque le tsunami dévaste les côtes du Sud-Est asiatique. On ne retrouvera jamais le corps de Gabriel.
Quinze ans plus tard, Claire arrive à Abou Dabi avec son fils Zack et son nouveau mari Lukas. Une nouvelle vie les y attend. Mais un soir, alors qu’elle dîne avec Lukas au sommet de la Sunset tower, Claire croit reconnaître Gabriel dans le reflet d’une vitre. Elle se précipite, mais trop tard…

## Distribution

### Acteurs principaux
- Marie-Josée Croze (VF : elle-même) : Claire Köhler
- Clive Standen (VF : Boris Rehlinger) : Gabriel Taylor
- Hannes Jaenicke (VF : Guillaume Lebon) : Lukas Köhler
- Thomas Chomel (VF : lui-même) : Zack (fils de Claire et Gabriel)
- Shawn Doyle : Doug Marsh
- Maxim Roy : Jennifer / Kate
- Philippine Leroy-Beaulieu (VF : elle-même) : Jeanne
- Grégory Fitoussi (VF : lui-même) : Thomas Grasset
- Jeanette Hain (VF : Gaëlle Savary) : Birgit Rubach
- Ruth Llopis

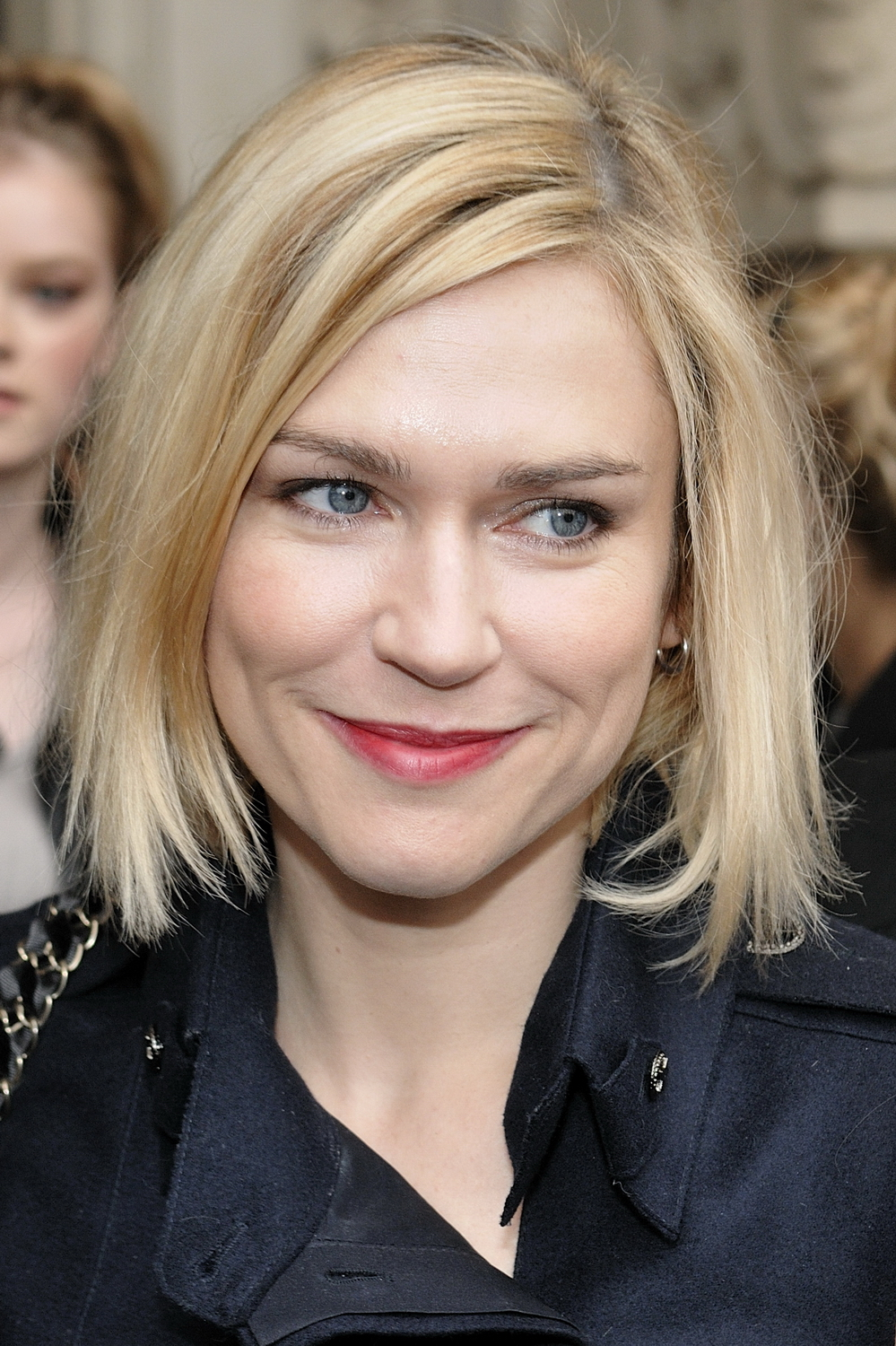
Marie-Josée Croze (Claire).
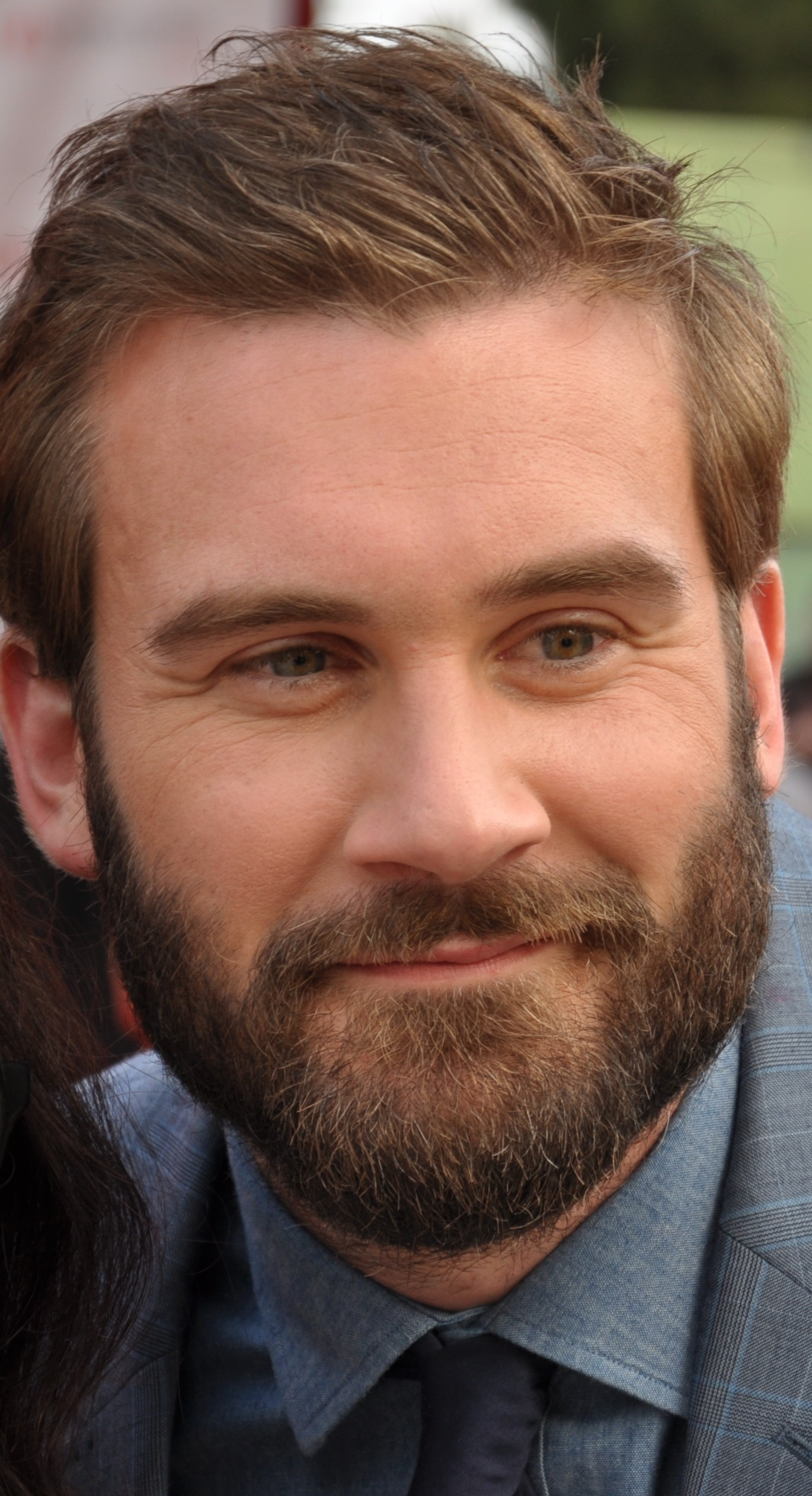
Clive Standen (Gabriel).
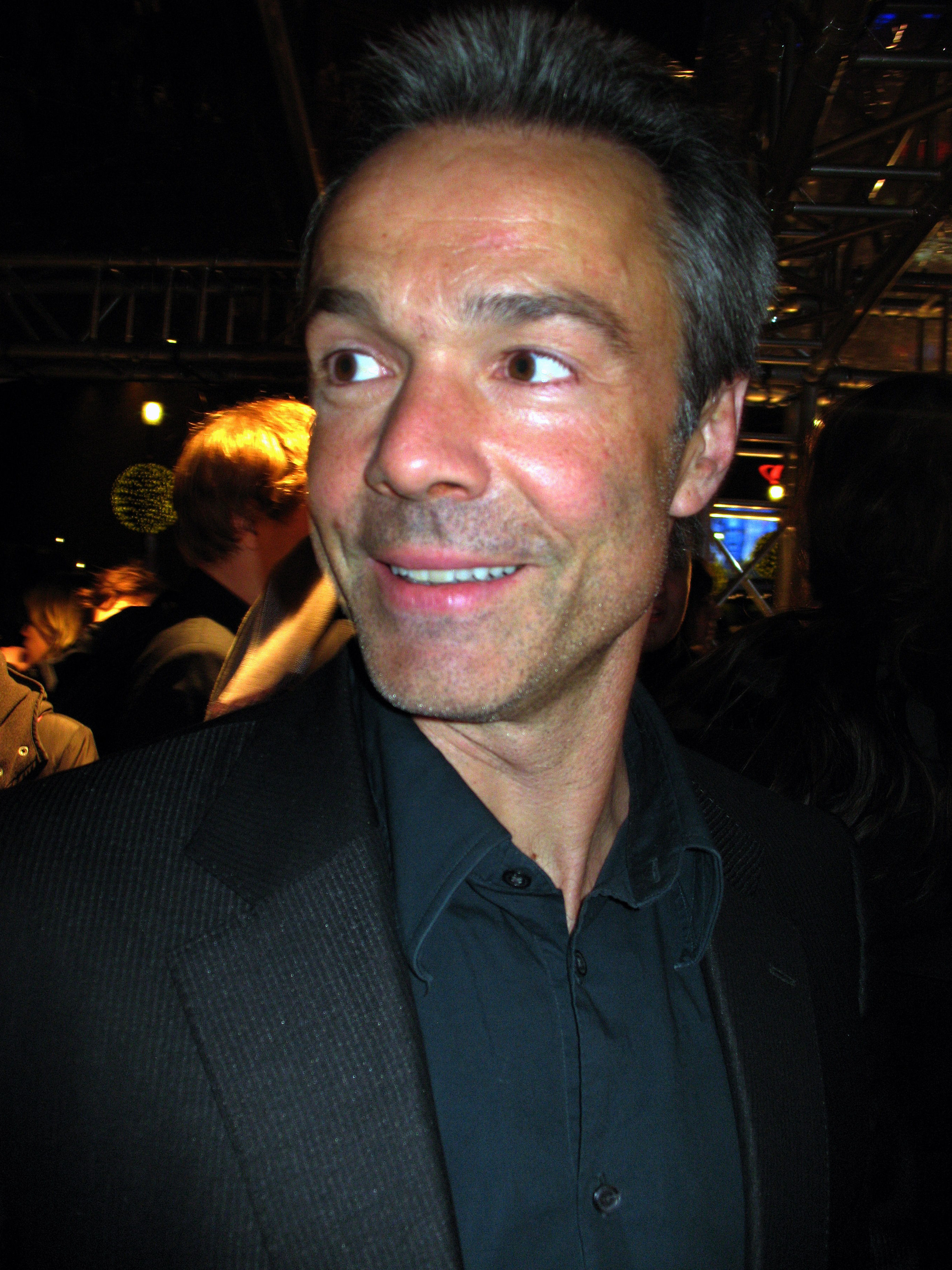
Hannes Jaenicke (Lukas).

### Acteurs secondaires
- Chadi Alhelou (VF : Omar Yami) : Bassem Khamis
- Joren Seldeslachts : Steven
- Sacha Petronijevic : Greg
- Zak Robertson (VF : Mustapha Abourachid) : Salem
- Razan Nassar : Moza
- Laurent Bateau (VF : lui-même) : Éric
- Agathe de La Boulaye (VF : elle-même) : Elizabeth
- Fadi Abi Samra : lieutenant Al Kamali
- Anne-Renée Duhaime (VF : elle-même) : Anna
- Peter Hudson : Alex
- Marc Arnaud (VF : lui-même) : Vincent
- Tarik Belmekki : mercenaire
- Kenza Mouahidi : Haya Khamis
- Faycal Annan : Arthur
- Sergej Onopko : Gary

Version française
- Société de doublage : France.TV Studio
- Direction Artistique : Viviane Ludwig
- Adaptation : Isabelle Jannès-Kalinwski
- Mixage : Nicolas Bourrellier

Source et légende : Version française (VF) sur carton du doublage français

## Fiche technique
- Idée originale : Bénédicte Charles et Olivier Pouponneau
- Créateurs : Bénédicte Charles, Franck Philippon, Olivier Pouponneau
- Réalisateur : Louis Choquette
- Auteurs : Bénédicte Charles, Franck Philippon, Olivier Pouponneau
- Musique originale : Christian Clermont
- Production : Christine de Bourbon-Busset et Marc Missonnier
- Producteurs exécutifs : Louis Choquette et Franck Philippon
- Sociétés de production : Lincoln TV, Connect3 (Pablo Salzman, André Barro), Gapbusters (Joseph Rouschop et Jean-Yves Roubin), Wild Bunch Germany (Marc Gabizon)
- Productrice déléguée : Christine de Jekel
- Directeur de production : Pierre Wallon
- Directrice casting : Juliette Ménager
- Distribution : Cineflix Rights (Julien Leroux)
- Pays d'origine :  France,  Allemagne,  Canada
- Langue : anglais, français, allemand, arabe,
- Durée : 6 × 52 minutes

## Production
Sélectionnée au Forum de Coproduction du Festival Séries Mania en 2015, Mirage est la première série produite dans le cadre de l'Alliance des diffuseurs publics européens.
Le tournage a eu lieu en 2019 aux Émirats arabes unis et notamment Abou Dabi, ainsi qu'au Maroc, principalement en anglais.
Mirage est la première fiction tournée au Louvre Abou Dabi.
Les policiers des forces spéciales d'Abou Dabi y tiennent leur propre rôle.

## Épisodes

### Premier épisode
Résumé détaillé
25 décembre 2004, Province de Krabi en Thaïlande, Claire et Gabriel sont en lune de miel en Thaïlande lorsque le tsunami dévaste les côtes du sud-est asiatique. On ne retrouvera jamais le corps de Gabriel.
Quinze ans plus tard, Claire arrive à Abou Dabi avec son fils Zack et son nouveau mari Lukas. Une nouvelle vie les y attend. Mais un soir, alors qu’elle dîne avec Lukas au sommet de la Sunset tower, Claire croit reconnaître Gabriel dans le reflet d’une vitre. Elle se précipite, mais trop tard… La société Asgard à Los Angeles décide de continuer à rechercher Gabriel et de surveiller Claire à Abou Dabi, où toute une équipe de la société se trouve.  Avec l'aide d'un chauffeur de taxi syrien, elle recherche la trace de son ancien mari Gabriel, en vain d'abord. Après le visionnage de la vidéo sur le lieu où elle l'a revue dans le reflet d'une glace, elle comprend qu'il est bien vivant. Elle finit par retrouver la trace de Gabriel qui se cache sous le nom de Philippe Clarke et est devenu moniteur de plongée. Le chauffeur de taxi retrouve son lieu de travail, mais quand elle y va, il n'y est plus. C'est ensuite Gabriel qui la surprend en lui plaquant la main sur la bouche pour qu'elle ne crie pas. Il la sauve d'un traquenard conduit par une bande de jeunes qu'il assomme, revolver en main. Il lui demande ensuite de reprendre sa voiture et de partir au plus vite, puis il disparaît de nouveau.

### Deuxième épisode
Résumé détaillé
Claire est actuellement recrutée comme ingénieur en cybersécurité dans un ambitieux projet d'énergie nucléaire d'Hexatom à Al Rhaza dans les Émirats arabes unis. Au cours d'une soirée privée sur un yacht où elle est invitée par son amie Birgit qui travaille aussi pour Hexatom comme elle et est l'épouse du propriétaire qui fête son anniversaire, Claire cherche à avoir des explications et à retrouver Gabriel. C'est là que Gabriel décide de s'expliquer avec elle au cours d'une rencontre discrète où il l'emmène à part des invités. Il lui dit qu'il est un mercenaire et qu'il l’a espionnée en Thaïlande en lui dérobant des informations confidentielles pendant leur vie commune. Il lui dit encore que c'est à cause de lui, mais sans qu'il en ait été informé, que s'est produite une explosion avec des morts lors de la mise en marche d'une centrale nucléaire au Kazakhstan où elle était chargée de la cybersécurité. Claire est depuis 2004 ingénieur d'Hexatom, le leader français de l'industrie nucléaire. En 2006 dans la division Kazakhstan d'Hexatom, Claire a eu une alerte de sécurité sur son ordinateur de commande et n'a pu finir de contrôler son programme de cybersécurité de la centrale à neutrons rapides. Ce vice de procédure a causé l'explosion dont elle a été ensuite accusée. Le groupe les a ensuite suivis tous deux et surveillés jusqu'en Thaïlande. Gabriel lui dit encore qu'il a profité du tsunami pour lui faire croire qu'il était mort. C'était pour lui la seule possibilité de quitter le groupe d'espionnage Asgard qui l'avait recruté, et surtout de la protéger d'eux, elle et son fils pendant quinze ans. Gabriel, maintenant espion sous couverture de moniteur de plongée à Abou Dabi, a été ensuite retrouvé puis repris comme mercenaire par le groupe qui veut arrêter tout projet qui peut nuire aux intérêts du gouvernement américain. C'est pourquoi Claire a été attaquée par une bande locale recrutée par eux et sauvée par Gabriel. Il lui confirme qu'elle est de nouveau suivie par ce groupe d'espionnage industriel qui veut encore faire échouer le programme de cybersécurité dont on lui a confié la direction. Gabriel ajoute qu'Asgard a infiltré une taupe dans le Centre de recherche d'Hexatom.
Le groupe d'espionnage Asgard projette d'implanter un virus dans la centrale au thorium d'Hexatom à Al Rhaza, dans 14 jours, qui provoquera une explosion qui mettra Hexatom au dernier rang des industries nucléaires. Pour éviter cela Gabriel lui demande de lui donner le plan de la cybersécurité de la centrale d'Al Rhaza afin d'éviter l'explosion, mais elle refuse. Jeanne arrive ensuite près d'eux et elle lui présente son moniteur de plongée qui dit-il est venu à la nage sur le yacht pour la retrouver. Sur la plage ensuite elle confie à son amie, Jeanne, qu'elle a revu Gabriel qu'elle avait cru mort pendant quinze ans après le tsunami de Thaïlande où ils étaient. Mais elle est enregistrée par un micro-espion d’un membre du groupe Asgard qui la suit et qui conclut ensuite que Gabriel a recontacté Claire. Après un appel téléphonique entre leurs mobiles, Claire dit à Gabriel qu'elle veut le rencontrer avant de l'aider. Mais ils sont tous deux suivis par l'équipe d'Asgard qui ne les lâche pas. Ils déjouent les filatures et passent au plan B où Claire retrouve Gabriel dans sa chambre en ville et l'accuse de l'avoir toujours manipulée et de lui avoir menti, ce qu'il reconnaît. « Tout le monde ment. Ce milieu est dangereux » lui dit Gabriel qui ajoute qu'il est maintenant l'employé d'un consortium qui veut détruire Asgard et lui rendre toute sa crédibilité. Elle accepte en lui disant « à une condition, c'est que tu sortiras définitivement de ma vie après cela. »

### Troisième épisode
Résumé détaillé
Gabriel retrouve Claire et lui demande de lui faire rencontrer Birgit pour qu'elle copie en douce son disque dur d'ordinateur, ce qu'elle ne réussit pas à faire car Birgit revient la chercher. Gabriel y arrive ensuite et a besoin de l'aide de Claire pour lire les plans de l'informatique du site protégé et secret de la fusion du thorium par énergie solaire d'Al Rhaza dont Birgit a maintenant pris la charge chez Hexatom. Gabriel veut rencontrer Claire mais s'aperçoit qu'il est suivi et il annule le rendez-vous. Puis il est poursuivi par les tirs d'Asgard et rejoint par Doug Marsh qui était son chef d'Asgard au Kazakshtan et qui n'arrive pas à le tuer. Claire retrouve ensuite Gabriel et elle découvre sur les plans informatiques de Birgit copiés par lui, qu'il manque un Niveau 4 de câbles qui ne vont nulle part sinon dans le noyau du site de recherche sur la fusion pour produire de l'énergie mieux qu'une centrale nucléaire. Gabriel suppose que ce niveau 4 est permis à un personnel très sélectif et spécialisé où pourrait se trouver peut-être la taupe d'Asgard dans le site d'Hexatom. Puis Gabriel donne ensuite à partir de son bateau, une leçon de plongée à Claire et à son fils Zack qu'il n'a jamais vu avant et qui l'a instamment demandé à sa mère lors d'un précédent déjeuner avec Lukas. Lukas ensuite de son côté rencontre des Canadiens qui doivent l'aider dans le financement de son projet de restaurant. Espionne d'Asgard, la canadienne place des micros pour espionner Claire et Lukas dans leur maison, y compris dans le mobile de Claire.

### Quatrième épisode
Résumé détaillé
Lukas organise dans le désert sous une tente un barbecue avec sa famille pour fêter le futur investissement confirmé par ses futurs associés et commanditaires canadiens. Claire appelle à la fin le Canadien de son nom Doug qui est celui d'Asgard qu'elle a appris de Gabriel, quand il était le chef de la Division du Kazakhstan et où Doug était responsable du virus utilisé pour faire sauter la centrale nucléaire. Elle lui demande de les laisser tranquilles avec Gabriel. Elle reçoit ensuite de Gabriel une fausse condamnation pour escroquerie financière de la part des Canadiens qu'elle donne ensuite à Lukas pour qu'il abandonne cet apport d'argent promis. Mais Lukas parle de ce document à la canadienne qui est liée au projet d'argent et qui retourne la situation. Lukas pense que Claire lui cache qu'elle a retrouvé sans lui dire son ancien mari Gabriel déclaré mort en Thaïlande, et il obtient de Zack le nom du bateau de Gabriel, son moniteur de plongée : Nirvana. Lukas va voir le bateau et trouve Gabriel qui en sort avec Claire. Lukas, poussé ensuite par la canadienne repart ensuite chercher Gabriel qui évite de justesse d'être tué par l'équipe d'Asgard qui a appris de lui où il était. Lukas est ensuite pris comme témoin de l'agression armée et il donne ses coordonnées à la police en disant qu'il reconnait Philip sur la photo de la carte d'identité qu'on lui montre et qui est son moniteur de plongée avec qui il devait prendre une bière. Gabriel qui s'est enfui en zodiaque pour échapper aux tirs, prend ensuite refuge dans le logement de fonction de Jeanne qui est l'amie de Claire. La taupe d'Asgard est ensuite identifiée par Gabriel comme étant Thomas Grasset, l'expert du Niveau 4 qui seul peut accéder au cœur du projet d'Hexatom d'Al Rhaza. Thomas Grasset est celui qui doit infiltrer dans moins d'une semaine le virus d'Asgard lors du démarrage du site de fusion au thorium. Claire refuse que cette deuxième explosion arrive qui serait encore plus meurtrière que la précédente du Kazakhstan, et elle doit agir dans des conditions dangereuses pour le faire neutraliser ensuite par Gabriel, mais cela n'est déjà plus possible.

### Cinquième épisode
Résumé détaillé
Doug d’Asgard retrouve Thomas Grasset son espion du Niveau 4 du projet d’Hexatom d’Al Rhaza qui lui dit qu’il a failli dans le déclenchement du Nexus pour le virus qui doit faire sauter le réacteur d’Hexatom. Doug lui demande d’y revenir et de recommencer sinon il sera tué. La police d’Abou Dabi retrouve et interroge Bassem le chauffeur syrien de Claire et lui montre la photo de Gabriel qu’il a conduit dit-il dans sa dernière course au parking longue durée de l’aéroport. Claire aidée à distance par Gabriel entre ensuite au Niveau 1 du projet du réacteur d’Hexatom à Al Rhaza en montrant son passeport puis jusqu’au Niveau 4. Mais Grasset y est déjà qui connecte le Nexus puis déploie le virus via le Nexus dans le routeur central et déclenche le Blue Code d’évacuation du réacteur qui va sauter. Claire neutralise Grasset puis elle déconnecte le Nexus du routeur central puis l’emporte, ce qui stoppe l’alarme de mise à feu et d’évacuation du réacteur. En sortant Claire trouve Birgit à sa recherche et a qui elle montre le Nexus en lui disant qu’elle a arrêté l’explosion et qu’elle trouvera Grasset dans la salle centrale. Mais Grasset a ensuite connecté son téléphone mobile sur le routeur central et sort de la salle centrale puis du site. Grasset appelle Asgard ensuite pour leur demander 10 millions de dollars en leur disant qu’avec le code de son téléphone satellite et le Nexus qu’ils pourront récupérer de Claire ils pourront faire sauter le réacteur à distance.
Birgit dit d’arrêter Claire qui s’enfuit avec Gabriel en voiture au cours d’une poursuite rocambolesque. Les vidéos de surveillance de la police d’Abou Dabi ont été interceptées par Asgard qui retrouve la planque de Gabriel. Doug et son équipière y entrent pour tuer Gabriel qui doit venir. Mais Jeanne y entre après et elle s’appuie contre la balustrade du balcon. Surprise par Doug en le voyant, elle bascule dans le vide et s’écrase au sol. La police est informée du suicide de Jeanne et y envoie des gardes. Lukas et Zack y voient arriver Gabriel et Claire qui découvre Jeanne morte. Doug d’Asgard et sa complice abordent ensuite Claire pour lui montrer une vidéo de Gabriel où il a déclenché le virus qui a fait exploser la centrale du Kazakshtan en lui disant « ce type est un vendu ».

### Sixièmeépisode
Résumé détaillé
Les deux espions d’Asgard disent à Claire que Gabriel est un mercenaire à leur ordre payé par eux, Claire leur demande ce qu’ils veulent d’elle pour laisser sa famille tranquille et ils répondent « Le Nexus » qu’ils pourront payer, et ils lui donnent 4h pour le trouver. Puis Lukas voit Claire qui lui dit qu’elle lui expliquera tout bientôt et Zack s’enfuit d’elle, persuadé que sa mère a trompé Lukas avec Philip Green le moniteur de plongée. Le nouveau patron de Gabriel lui demande le Nexus en l’informant que Grasset fait jouer la concurrence entre les centrales d’espionnage pour faire sauter le réacteur d’Hexatom à distance. Mais Gabriel demande son fric et quitte son nouvel employeur. Claire s’apprête à mettre le Nexus dans son coffre-fort mais Gabriel l’appelle pour lui dire qu’il y a un problème avec le Nexus et qu’elle le rappelle au plus vite. Claire se ravise et planque ensuite le Nexus dans le taxi de son chauffeur syrien qui lui dit que la police l’a interrogée. Elle montre ensuite à Lukas le micro posé par Asgard chez eux, où ensuite Gabriel ne trouve plus le Nexus dans leur coffre-fort. Claire s’explique avec Lukas qui l’a toujours aidée et soutenue et elle regrette d’avoir aidé Gabriel et fait du mal à ceux qu’elle aimait. Claire voit Birgit qui reconnaît qu’elle a sauvé des vies en évitant l’explosion et que Grasset a été reconnu espion d’Asgard. Claire propose à Birgit d’aller à l’ambassade de France en parler et Birgit lui dit qu’elle leur en a déjà parlé et qu’ils la prennent sous protection. Claire dit à Birgit qu’elle ramènera le Nexus à l’ambassade d’ici une heure. Mais Asgard suit le taxi de Claire et ils prennent Bassem le chauffeur en otage à qui Claire demande de venir la prendre dans quinze minutes. Claire est ensuite braquée par Doug qui lui demande le Nexus qu’elle sort du taxi pour lui donner, mais Gabriel arrive en trombe et il sauve Claire puis se disculpe et elle lui donne ensuite le Nexus pour son nouvel employeur.
Claire apprend ensuite de Lukas la fugue de Zack introuvable, désespéré qu’elle trompe son beau-père avec le moniteur de plongée. Elle appelle Gabriel pour lui demander le Nexus pour sauver Zack qui fugue et est menacé par Asgard si elle ne leur donne pas le Nexus. Gabriel fuit alors son employeur au Louvre d’Abou Dabi, où il finit par être capturé par les policiers. Le lieutenant de police lui demande qui il est et il leur dit qu’il va leur livrer les terroristes qui sont entrés avant à Al Rhaza pour faire sauter le réacteur. Gabriel fait ensuite capturer par la police son nouvel employeur, puis il plonge dans l’eau qui baigne l’immeuble et échappe aux tirs de la police en gardant le Nexus. Zack qui est suivi est ensuite capturé en voiture par Doug et son équipe d’Asgard. Gabriel rappelle Claire pour lui dire qu’il va échanger le Nexus contre Zack qui est l'otage de Doug. Doug dit à Zack que Claire les appellera pour faire l’échange et lui dit « C'est important surtout quand on a un père comme le tien. » Gabriel rejoint Lukas et Claire et il leur dit que s’il a récupéré le Nexus c’est pour éviter que Asgard ne fasse sauter à distance le réacteur. Il a une solution pour l’échange et demande à Claire d’y aller seule et de faire une vidéo avec le Nexus, qui sera vue par la police qui enverra ensuite les policiers d’Abou Dabi à leur secours à l’endroit repéré par le GPS du Nexus. Gabriel abat ensuite deux membres de Asgard qui couvraient Doug. Un comparse sort de la voiture avec Zack en lui mettant un pistolet sur la tempe. Claire pose le Nexus par terre pour le comparse qui relâche Zack et qui lui dit « Va voir ton papa. » Gabriel tue l’espion d’Asgard qui menaçait Zack, puis il blesse ensuite Doug, et il récupère le Nexus. Avec Lukas qui vient les prendre en voiture, Claire, Zack et Gabriel s’enfuient juste à temps car les policiers arrivent sur les lieux de la fusillade. Gabriel blessé au bras conduit la famille en voiture jusqu'à une grotte et il dit à Claire qu’il va mentir à Zack pour son bien. Il raconte qu’il a juste un passeport et part car il doit récupérer de l’argent qui l’attend de l’autre côté de la frontière proche. Il rend ensuite le Nexus à Claire en lui disant que tout le monde va croire qu’il l’a et qu’elle en fera un bon usage. Et il les quitte.
Puis Claire sur la plage est abordée par Alex qui se présente comme le patron de Gabriel et qui la félicite pour le dénouement avec Asgard qui est une excellente nouvelle. Il sait qu’elle a le Nexus. Il lui dit que « l'Europe a mis en place une force spéciale secrète pour lutter contre l'espionnage industriel » et que c’est une nouvelle guerre froide. Il lui dit qu’il a engagé Gabriel pour lutter contre Asgard mais qu’elle s’est révélée excellente et qu’elle pourrait continuer avec eux pour supprimer le consortium. En échange il pardonnerait à Gabriel sa trahison et lui donnerait une nouvelle identité. Il lui donne sa carte en lui disant « C'est à vous de voir Claire » et part. Lukas l’embrasse et lui dit d’aller au bateau en face nager avec Zack. Puis sur un écran de mobile Zack dit « je suis au courant de tout… » Gabriel remets son mobile dans sa poche tout en observant au pied de l’escalier de l’immeuble d’Asgard celui qui en sort. Claire et Zack heureux plongent ensuite en mer depuis le haut du bateau. Gabriel s’éloigne et devient flou dans le dernier plan du sixième épisode de la série 1.

## Accueil

### Critiques
La presse est globalement élogieuse sur la série, à de rares exceptions.
- Le Monde : « Rythmée, mêlant la tension d’un film d’action dans le monde des agents secrets aux affres d’une femme embarquée malgré elle dans une situation dramatique, Mirage évite les plus gros écueils et divertit. »[14]
- Elle : « Un thriller à la « Jason Bourne ». »[réf. nécessaire]
- Télé 7 jours : « Une série d’espionnage qui balance entre action et étude de mœurs, Sam Mendes et Claude Chabrol. »[15]
- Voici : « Un portrait (de femme) fin et nuancé pour une fiction au sous-texte très féministe. »[réf. nécessaire]
- Le Figaro : « Mirage constitue un remarquable divertissement qui offre, en filigrane, un point de vue intéressant sur la vie des expatriés français dans les Émirats — cadre inédit et très photogénique. »[16]
- Le Journal du dimanche : « Europudding ».[réf. nécessaire]
- Télé Loisirs : « Une intrigue passionnante et pleine de rebondissements. »[17].
- Télérama : « Un banal divertissement »[18].
- Télé Poche : « Un haletant thriller familial sur fond d’espionnage. »[réf. nécessaire]
- Télé Magazine : « Une passionnante série qui traverse les frontières. »[réf. nécessaire]
- Moustique : « Les spectateurs découvriront [...] une fiction riche en scènes d'action et en moments d'émotion, tournée dans des décors paradisiaques. »[11]

### Audiences
Mirage est leader en prime le 17 février avec 15,6 % de PDM, loin devant M6 (12,2 %) et TF1 (11,8 %).